# Olearia microphylla
Olearia microphylla là một loài thực vật có hoa trong họ Cúc. Loài này được (Vent.) Maiden & Betche mô tả khoa học đầu tiên năm 1916.